# NASAMS

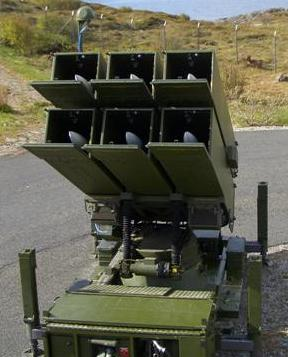
NASAMS-II launcher

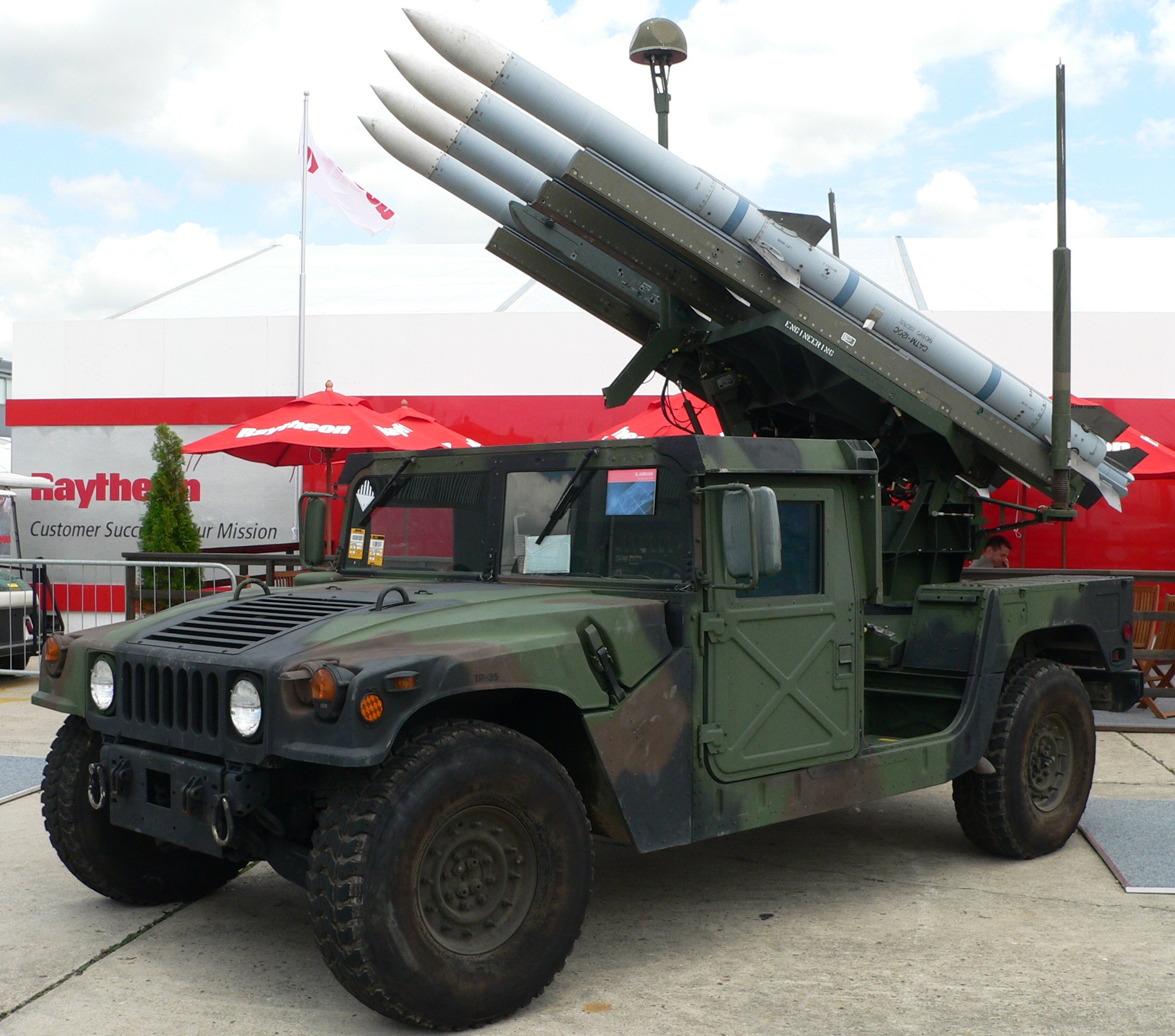
Hier in de USAF-versie

Het Norwegian Advanced Surface-to-Air Missile System (NASAMS) is een grond-luchtraketafweersysteem uit de jaren negentig van de 20e eeuw, gebaseerd op de enkele jaren daarvoor ontwikkelde AIM-120 AMRAAM-raket.
Dit luchtverdedigingssysteem doet sinds 1998 dienst bij de Noorse luchtmacht en wordt ook geëxporteerd. Het is sinds 2003 operationeel bij de Spaanse luchtmacht en ook Finland en Nederland hebben de begin jaren 2000 geüpdate systeemversie van de NASAM I, de NASAM-II genoemd, aangekocht. Het grootste verschil tussen beide versies is het gebruik van standaard tactische data links en een betere grondradar.  
Sinds 2019 wordt de NASAM III verkocht, een nieuw systeem dat ook AMRAAM-ER (Extended Range)raketten kan afvuren die 50% meer reikwijdte hebben en een toename van 70% in maximum hoogte.  

## Systeembeschrijving
NASAMS bestaat uit
- 1 Fire Operation Centre (FOC). Een mobiele centrale commandopost voorzien van een MPQ64 Sentinel-radar.
- 1 Shortrange Air Defense Fire Unit (SFU). Het datanetwerk waardoor in eerste instantie door het centrale FOC gegevens naar de launchers worden gestuurd. Op een zeker moment neemt de actieve zoekfunctie van het systeem het over en wordt het systeem 'zelfstandig', waarna NASAMS de doelen automatisch gaat volgen, identificeren en bestrijden. Hierna zijn nieuwe opdrachten vanuit de commandopost voor de huidige locatie niet meer nodig. De SFU regelt tevens het afvuren uit de diverse launchers naar de doelen, zodat de mogelijkheid van meerdere raketten voor één doel wordt uitgesloten.
- 3 lanceercontainers (launchers). Deze kunnen elk zes AMRAAM-raketten afvuren en zijn mobiel op Scania P113H vrachtwagens maar worden op de grond gezet om te kunnen vuren en te herladen.

FOC, SFU en launchers zijn standaard met elkaar gekoppeld en kunnen tot maximaal tien launchers worden uitgebreid.

## Geschiedenis
De Noorse luchtverdediging was tot eind 20e eeuw gebaseerd op drie aparte wapensystemen: verouderde Bofors 40L70-luchtafweerkanonnen gekoppeld aan een doelvolgradar, het lasergeleide en van de schouder af te vuren RBS70 Man Portable Air Defense System (MANPAD)-raketsysteem en NASAMS. Deze systemen waren in zekere zin wel met elkaar geïntegreerd middels radio- en kabelverbindingen (het Acquisition Radar Control System, ARCS) maar functioneerden niet altijd optimaal en zouden wegens veroudering snel door de Noorse luchtmacht worden uitgefaseerd.
De Noorse Kongsberg Defence & Aerospace en het Amerikaanse Raytheon ontwikkelden ter vervanging hiervan het NASAMS. Voor dit nieuwe afweersysteem deed men een beroep op de vertrouwde AIM-120 AMRAAM-lucht-luchtraket. Deze raket, beschikkend over een actieve radargeleiding, werd hard- en softwarematig aangepast en geschikt gemaakt voor lancering vanaf de grond en kreeg vervolgens hiervoor de aanduiding Surface-Launched AMRAAM (SL-AMRAAM).
NASAMS werd eind 1994 beperkt operationeel verklaard en verkreeg na een volledige testcyclus in 1998 de operationele status.
Hierna volgde de doorontwikkeling tot NASAMS-II, waarvan de eerste opgewaardeerde systemen in 2006 aan de Noorse luchtmacht beschikbaar werden gesteld. Het grootste verschil tussen NASAMS en NASAMS-II zit in de verbeterde radar en in de toepasbaarheid van het gevechtsleidingsysteem Link-16. NASAMS-II verkreeg in 2007 de operationele status en werd ook verkocht aan Finland en Nederland. Oekraïne beschikt sinds september 2022 over NASAMS en zet ze in in de oorlog met Rusland.

## Bijzondere inzet

### Verenigde Staten
Hoewel er weinig informatie over naar buiten is getreden, berichtte het Noorse blad Økonomisk Rapport (Economisch Rapport) in 2006 dat tijdens de presidentiële inhuldiging in 2005 enkele NASAMS-eenheden waren ingezet bij de luchtverdediging van de Amerikaanse hoofdstad. Hierbij werd verwezen naar de officiële internetpagina's van de Noorse luchtmacht waarin werd gesteld dat NASAMS werd ingezet in Washington.
Ook zouden dezelfde eenheden sindsdien zijn ingezet ter bescherming van de directe omgeving van het Witte Huis en het Capitool. De producent van het wapensysteem, Kongsberg Defence & Aerospace, weigerde hierop commentaar te geven en gaf alleen aan dat er een leveringsovereenkomst bestond met Raytheon en de USAF.

### Nederland
De NASAMS van de Koninklijke Landmacht zijn ingedeeld bij 13 Luchtverdedigingsbatterij (13 Luverdbt). De eenheid is gelegerd op de Luitenant-generaal Bestkazerne, de voormalige vliegbasis De Peel.
In maart 2014 werden Nederlandse NASAMS-systemen ingezet voor de luchtverdediging van de Nuclear Security Summit 2014 in Den Haag. In totaal werden vier lanceerinrichtingen geplaatst op verschillende locaties: voormalig vliegkamp Valkenburg, Parkeerplaats De Kuil in Wassenaar, Langevelderslag en Zweefvliegveld Kennemerland in Noordwijk. De batterijstaf en het logistiek peloton opereerden vanaf het marinevliegkamp Valkenburg. Tijdens de inzet werd samengewerkt met AWACS-radarvliegtuigen en het luchtverdedigings- en commandofregat Zr. Ms. De Zeven Provinciën. 155 luchtdoelartilleristen zorgden voor de bediening, beveiliging en logistiek. Het was voor het eerst sinds de Tweede Wereldoorlog dat de luchtdoelartillerie op Nederlands grondgebied was ingezet.
Van 19 t/m 26 juni 2025 zullen de Nederlandse NASAMS-systemen wederom worden ingezet. Dit keer ter beveiliging van de NATO-Top in 's-Gravenhage. De werkwijze is nagenoeg gelijk aan die van 2014. Zo zullen er vier lanceerinrichtingen geplaatst worden op verschillende locaties: voormalig vliegkamp Valkenburg, Parkeerplaats De Kuil in Wassenaar, Langevelderslag en Zweefvliegveld Kennemerland in Noordwijk. De centrale radarpost bevindt zich ter hoogte van de N444 met de aansluiting van de N206.